# 維索奇尼夫卡 (哈爾科夫州)
49°41′34″N 36°17′58″E / 49.69278°N 36.29944°E

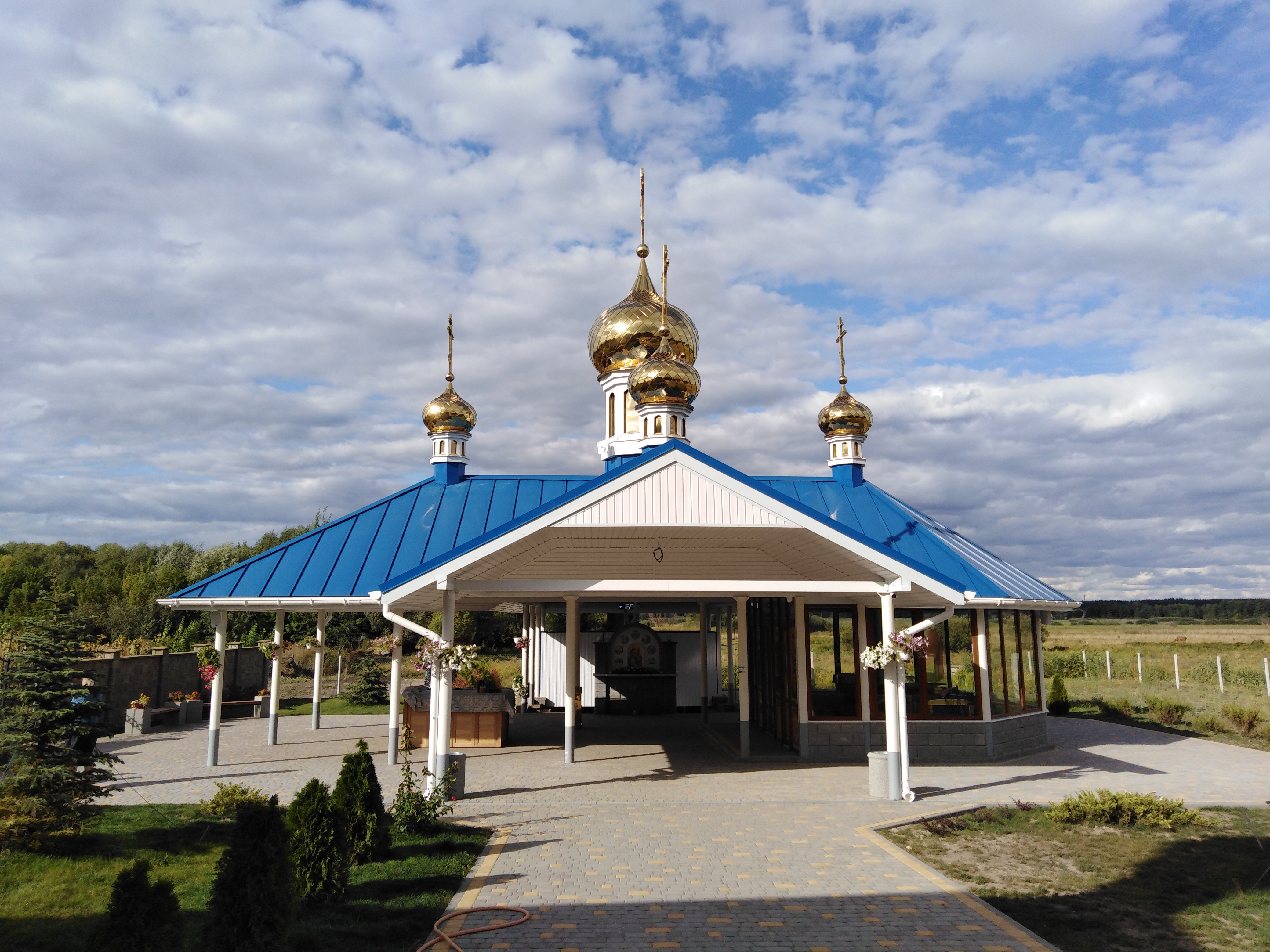
教堂

維索奇尼夫卡（烏克蘭語：Височинівка）是位於烏克蘭東部的村莊，由哈爾科夫州丘胡伊夫区的茲米伊夫市鎮負責管轄。該村始建於1700年，面積0.61平方公里，海拔高度105米，2001年人口584，人口密度每平方公里954.3人。